# Ludovic Bergery
Ludovic Thibault-Bergery est un acteur de cinéma et de télévision français, et est aussi scénariste et réalisateur. Il a été formé au Conservatoire du Centre de Paris, au Conservatoire du 16e et au Conservatoire du 10e.

## Filmographie

### Acteur

#### Cinéma
- 2010 : Ça commence par la fin de Michaël Cohen
- 2009 : Le Père de mes enfants de Mia Hansen-Løve : Le comédien de Sang versé
- 2008 : La Très Très Grande Entreprise de Pierre Jolivet : Philippe
- 2006 :  Ne le dis à personne de Guillaume Canet : Jeune policier
- 2005 : Backstage d’Emmanuelle Bercot
- 2002 : Step by step de Laurent Merlin
- 1999 : Pas de scandale de Benoît Jacquot : William

#### Télévision
- 2012 : Bankable (téléfilm) Arte de Mona Achache
- 2009 : Commissaire Magellan (série) France 3 de Laurent Mondy – Roman noir (saison 1 épisode 1) : Alex Magellan
- 2009 : Vive les vacances ! (série) TF1 de Stéphane Kappes – (saison 1 épisode 6) : Fabio
- 2005 : Éliane (téléfilm) France 3 de Caroline Huppert : Christian Flamant
- 2005 : Les Cordier, juge et flic (série) TF1 de Christiane Leherissey – Cas d'école (saison 12 épisode 5) : Jimmy
- 2004 : Julie Lescaut : Loïc Darzac (épisode "Le mauvais fils")
- 2004 : La Tresse d'Aminata (téléfilm) France 3 de Dominique Baron (adapté du roman d'Alison Bernard) : Patrick
- 2003 : Quelques jours entre nous (téléfilm) Arte de Virginie Sauveur : Thomas
- 2000-2002 : Femmes de loi : Lieutenant Josselin Evrard
- 2002 : Commissariat Bastille – Compte à rebours (Saison 2 épisode 3) : Audrin
- 2001 : Le Regard de l'autre : Florent
- 2001 :  Nestor Burma (série)  France 2  de Léo Malet – Atout cœur (saison 6 épisode 6) : Leroux
- 2000 : Entre l'arbre et l'écorce (téléfilm) France 3 de Bruno Gantillon : Louis
- 2000 : Beauté fatale (téléfilm) M6 de Sylvie Meyer : Sébastien
- 1999 : Chère Marianne (série) TF1 de Pierre Joassin – La sous-préfète aux champs (épisode 3) : Le routard
- 1999 : Madame le Proviseur (série) France 2 de Jean-Marc Seban – La Saison des bouffons (saison 4 épisode 9) : Ludovic
- 1999 : Vérité oblige (série) TF1  de Stéphane Kappes et Claude-Michel Rome  – L'avocat du diable (saison 1 épisode 2) : Marco
- 1997 ; Baldi (série) France 2 de Claude d'Anna – Le serment de Baldi (saison 1 épisode 4) : Motus
- Central Nuit (série) France 2 de Mathieu Fabiani, Olivier Marchal, Bernard Marié et Marc-Antoine Laurent
- Police District (série) M6 d’Hugues Pagan

#### Courts métrages
- 2004 : Après mûre réflexion (court métrage) de Mia Hansen-Løve : Aurélien
- 2000 : Des monstres à l'état pur (court métrage) de Sylvie Meyer : Marc

### Scénariste et réalisateur
- Le Vacarme : long métrage produit par Superflux Films
- Les Souliers de verre : moyen métrage produit par Superflux Films
- L’Accara rouge : court métrage produit par Mandala production
- L'Étreinte (2020) : long-métrage produit par Moby Dick Films[1]